# OpenTaal
OpenTaal is een Nederlandse stichting die vrije Nederlandstalige taalhulpbestanden levert voor gebruik in opensourcesoftware ten behoeve van spellingcontrole, woordafbreking, synoniemenlijsten en grammaticacontrole.

## Achtergrond
In 1996 zijn door een werkgroep van de Nederlandstalige TeX Gebruikersgroep Nederlandse spelling- en afbreekwoordenlijsten samengesteld om in de TeX-software te kunnen gebruiken. Deze zijn ook in het officepakket OpenOffice.org gebruikt en verder ontwikkeld. Eind 2005 is door de Nederlandse Taalunie (NTU) een nieuwe uitgave van de Woordenlijst Nederlandse Taal (het Groene Boekje) gepubliceerd en verplicht voor overheid en onderwijs. De genoemde bestanden moesten daarom worden aangepast. OpenTaal is opgericht om de samenwerking tussen Nederlandstalige opensourceprojecten op dit gebied vorm te geven. Het werk aan de spellingwoordenlijst heeft inmiddels geleid tot goedkeuring met het Keurmerk Spelling.

## Projecten

### Spellingcontrole
OpenTaal levert bestanden voor spellingcontrole die worden gebruikt in software zoals OpenOffice.org, Firefox, Thunderbird, Safari, Opera, TinyMCE en meer. Sommige van deze software krijgt van OpenTaal maatwerkbestanden aangeleverd terwijl andere software gebruikmaakt van de algemene spellingcontrole Hunspell. Deze maakt op zijn beurt weer gebruik van een eigen maatwerkbestand van OpenTaal. Ook de Nederlandse Wiktionary maakt gebruik van deze lijst met correct gespelde woorden.

### Woordenlijsten
De Nederlandse Taalunie heeft de woordenlijst van OpenTaal voorzien van Keurmerk Spelling. Tevens zijn een aantal onvolkomenheden in Hunspell met subsidie van de Nederlandse Taalunie door OpenTaal opgelost.

### Thesaurus
Een thesaurus is opgezet waarin veel verschillende relaties tussen en betekenissen van woorden bekeken en bewerkt kunnen worden.

### Grammaticacontrole
OpenTaal levert ook grammaticaregels die worden gebruikt in de grammaticacontrole LanguageTool. Deze biedt via hun eigen website grammaticacontrole aan maar wordt ook door OpenOffice.org en Thunderbird gebruikt. Deze grammaticacontrole identificeert ook mogelijke valse vrienden.

## Partners
Sinds 2012 heeft OpenTaal een officieel programma voor partners. Dit zijn derden die toegang hebben tot speciale partnerproducten. Uit deze samenwerkingsverbanden is onder andere het volgende voortgekomen. Een partner levert de Nederlandse ondersteuning voor Wordfeud en een andere partner heeft een educatieve poster over diakritische tekens in het Nederlands gemaakt.